# Incisioni rupestri

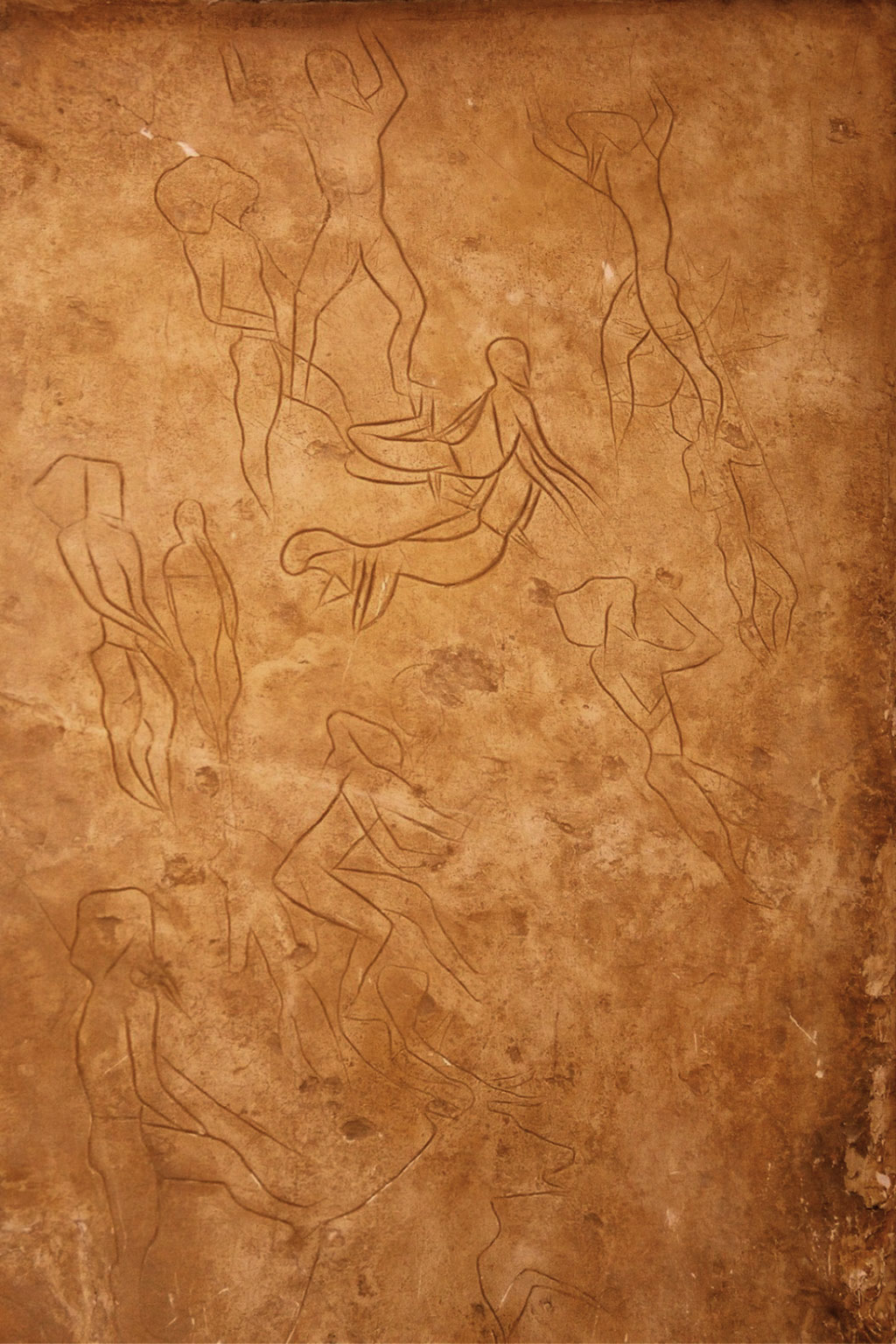
Le incisioni rupestri della grotta dell'Addaura (riproduzione)

Le incisioni rupestri (dette anche petroglifi o graffiti) sono segni scavati nella roccia con strumenti appuntiti di vario genere, come una punta di roccia più dura a forma di scalpello, utilizzando una tecnica di picchiettatura, guidata o meno da un percussore, o una punta metallica (come un pugnale, di bronzo o di ferro) o per mezzo di una tecnica di raschiatura a graffio, da cui il nome graffito. Le figure formate in alcuni casi, da una fitta concentrazione di buchi, dette coppelle, si pensa potessero essere ricoperte di sostanze coloranti, in alcuni casi servivano per veicolare il sangue di animali sacrificati, durante riti animistici.
Si trovano incisioni rupestri ancestrali a partire da quando è comparso l'Homo Sapiens, fino in epoca recente. In tutto il mondo solitamente si trovano in alpeggi da pascolo, vicino a fonti e a laghi. Rappresentano sia realtà della vita quotidiana pastorale e agricola, sia figure simboliche e fantastiche.
L'interpretazione di queste figure è discussa e varia da quella magico-simbolica, legata a riti religiosi di tipo sciamanico, a quella di figure fatte prevalentemente per passatempo da pastori fermi a guardia di greggi che pascolavano nei dintorni o che si abbeveravano.
Per l'osservazione il momento migliore è l'alba o il tramonto, a causa delle ombre marcate create dai raggi solari radenti, che le rendono più facilmente visibili.

## Tutela

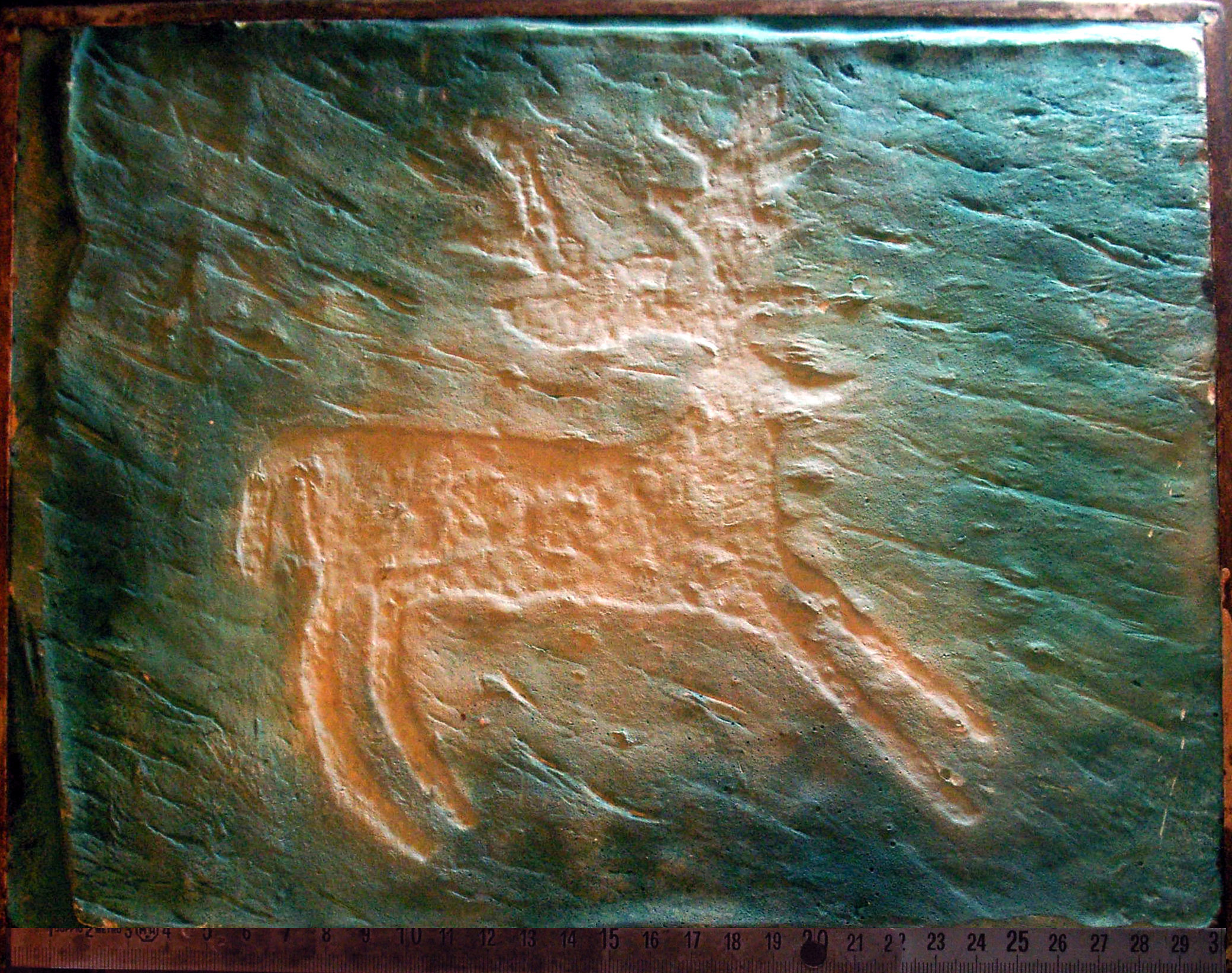
Calco in gesso di una incisione rupestre rappresentante un cervo della Val Camonica

Le incisioni sono tutelate in Italia dalle Soprintendenze competenti per territorio, alle quali si chiede preventivamente l'autorizzazione per qualsiasi intervento diretto, durante le campagne di studio, organizzate in sede universitaria.
È permesso fotografarle, ma si sconsiglia l'uso del flash, che le fa scomparire nella foto, a meno di poterlo staccare per ottenere un lampo radente. La realizzazione di calchi di studio, quando autorizzati, prevede l'utilizzo di plastilina o stucco da vetro ritrattati.
L'utilizzo di materiali inadeguati, come i polimeri plastici che solidificano, rischia di danneggiare le incisioni ed è strettamente proibita per uso amatoriale. Un mezzo per ottenere delle copie che ne permettano lo studio è il ricalco a carboncino (frottage).

## Luoghi di ritrovamento

### Italia
In Italia sono molti i siti in cui si trovano incisioni rupestri, specialmente nell'arco alpino. Sono state fatte durante il neolitico e la tradizione si è interrotta in coincidenza con la conquista di Rezia ed arco alpino sotto Augusto.

#### Liguria

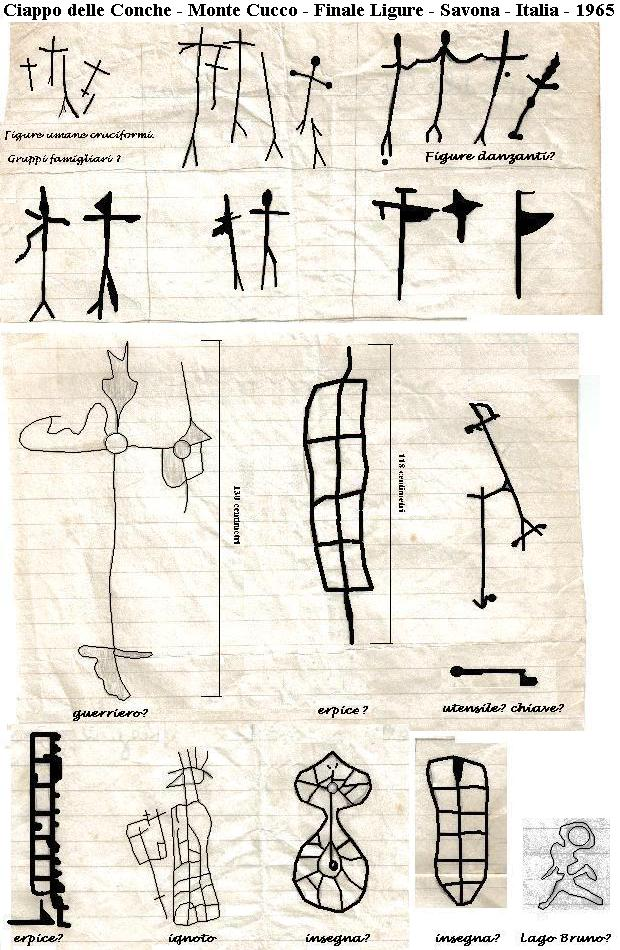
Disegno delle incisioni rupestri al Ciappo delle Conche

L'Appennino Ligure occidentale è disseminato di siti dove si trovano incisioni rupestri. Precisamente si identificano le seguenti zone:
- Territorio Intemelio, nell'interno di Ventimiglia
- Territorio Ingauno, nell'interno di Imperia
- il Finalese, sulla costa e nell'interno di Finale Ligure
- la Val Bormida
- l'area del Monte Beigua
- il Genovesato, nell'interno di Genova

Le incisioni rupestri sono documenti risalenti all'epoca neolitica e all'età del ferro.

##### Zona intemelia

###### Monte Bego
Il Monte Bego è nella Valle delle Meraviglie, dove si trovano circa 30.000 incisioni rupestri.

###### Balzi Rossi
I Balzi Rossi prendono il nome da percolamenti ferrosi che hanno colorato di rossastro le rocce calcaree dei dintorni. I Balzi Rossi sono noti per otto grotte delle quali, la Grotta dei Fanciulli, la Grotta Florestano, il Riparo Mochi e la Grotta del Caviglione, presentano molte incisioni di tipo lineare.

###### Monte Grammondo
La notizia del ritrovamento di incisioni rupestri è pervenuta nel 1973 da ricercatori del Museo di Antropologia Preistorica Di Monaco; le incisioni sono di tipo lineare come quelle dei Balzi Rossi.

##### Finalese

###### Ciappo delle conche

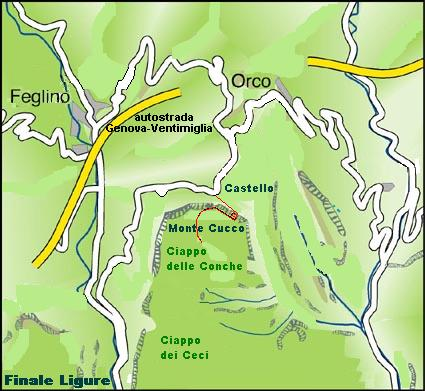
Ubicazione del Ciappo delle Conche

Il "Ciappo (pietra) delle conche", (in savonese detta Ciappo de Cunche) è un sito archeologico preistorico, costituito da un lastrone di pietra di circa 30 m2 sul quale sono incise 30 figure e scavate 7 vaschette. Il sito si trova sulle alture di Finale Ligure, in prossimità di Orco Feglino e poco più in basso della cima sul pendio meridionale del Monte Cucco.

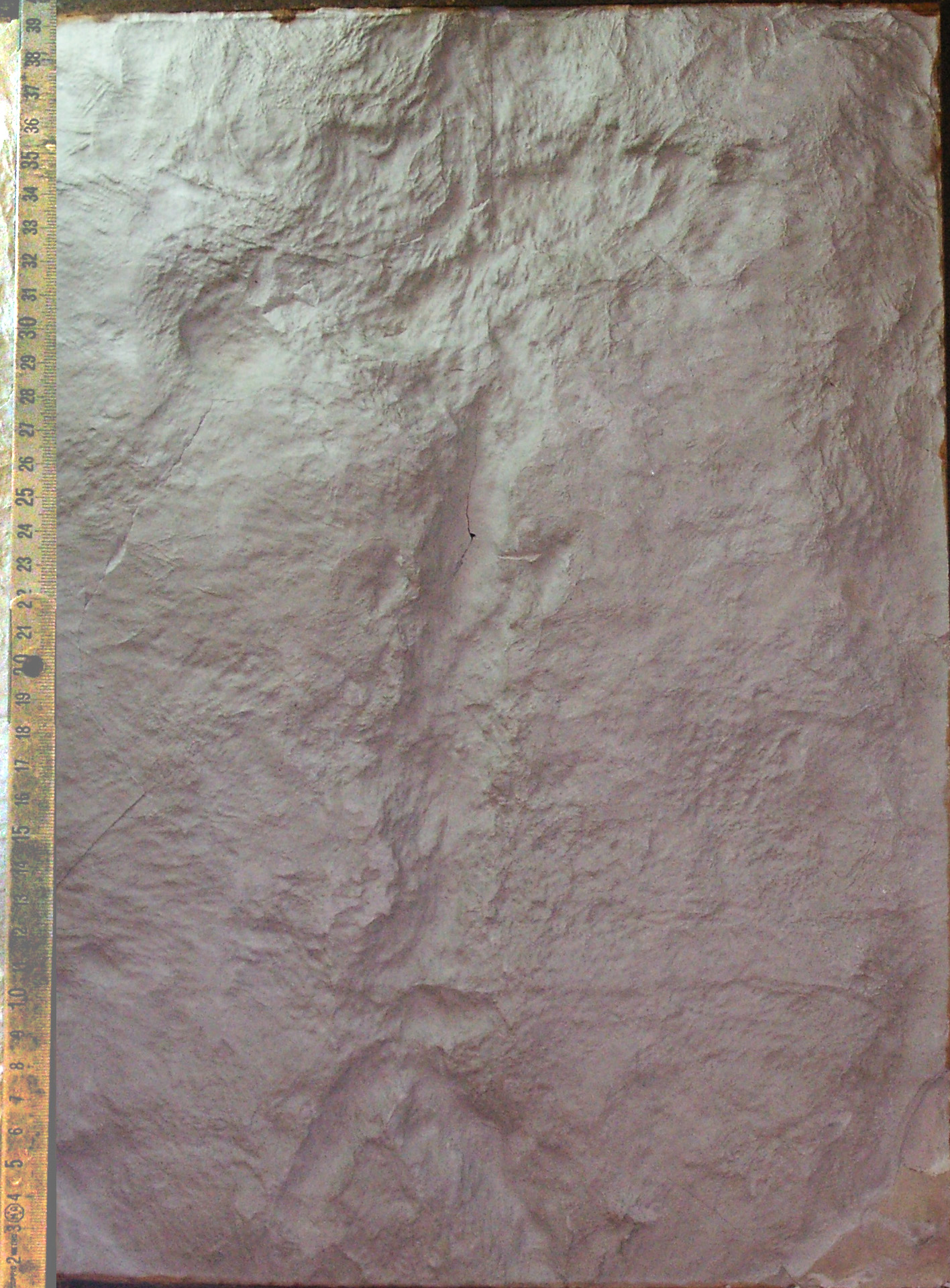
Calco in gesso di una incisione rupestre rappresentante una figura umana al Ciappo delle Conche, presso Finale Ligure

Sul lastrone roccioso digradante verso sud, si trovano le incisioni rupestri, non ben visibili se il sole è alto. I graffiti sono profondi e fatti sulla roccia con una superficie aspra. L'altezza delle figure varia da pochi centimetri a più di un metro e si distinguono in tre categorie:
1. segni cruciformi, interpretati come immagini simboliche dell'uomo: alcuni di questi segni, di circa 20 cm di altezza, sono radunati in gruppi, interpretati come "famiglie", mentre un'unica figura, alta 1,3 m, raffigura forse un guerriero;
2. figure di significato ignoto, a forma di rette e curve
3. sistemi di vaschette, per raccogliere acqua piovana o altri liquidi.

###### Ciappo dei ceci

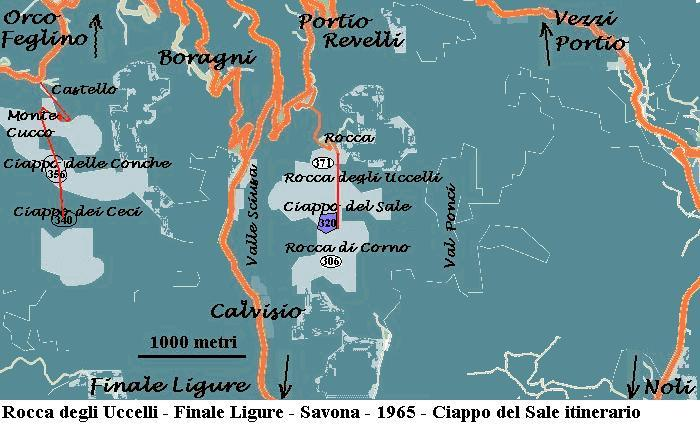
Itinerario per il Ciappo del Sale a Rocca degli Uccelli vicino a Finale Ligure

Il "Ciappo dei ceci", si trova a circa 1 km più a sud del "Ciappo delle conche" e contiene lo stesso tipo di figure. Il toponimo "Ceci" potrebbe derivare da erxi ovvero lecci.

###### Ciappo del sale
Il "Ciappo del sale" (in savonese detto Ciappu du sa), si trova nell'immediato entroterra del finalese, a 320 m s.l.m., vicino al paese di Portio Revelli, in località Rocca degli Uccelli, a metà strada su una mulattiera che conduce verso la località di Rocca di Corno. Dei tre "ciappi" con incisioni rupestri nel finalese, è il più comodo e accessibile.
La roccia si presenta piatta, di forma pentagonale irregolare, con il lato più lungo di 37 m e quello più corto di 7 m. Presenta incisioni rupestri simili a quelle del "Ciappo delle conche" e del "Ciappo dei ceci", con figure umane a forma di croce, vaschette, coppelle e altre figure di ignoto significato, come una figura rotondeggiante a raggiera unita ad un triangolo e una figura rotondeggiante irregolare con un punto nel centro.
Lungo il lato più lungo della pietra, si scorgono ancora oggi tracce sul calcare del passaggio dei mulattieri e dei buoi aggiogati ai carri, come è rappresentato in tante incisioni rupestri della Valle delle Meraviglie.

##### Monte Beigua
Attorno al Monte Beigua esistono molte iscrizioni, sebbene la patina di ossidazione superficiale della roccia non consenta delle datazioni precise. Nel territorio dei comuni di Urbe e di Sassello, ed entro il Parco regionale del Beigua, sono presenti molte incisioni con forme a phi, cruciformi, stellate o vulvari. I siti sono quelli di "Grande Roccia", "Pietra Scritta", "Dolmen", "Roccia della Biscia".

##### Genovesato

###### Pietra delle coppelle

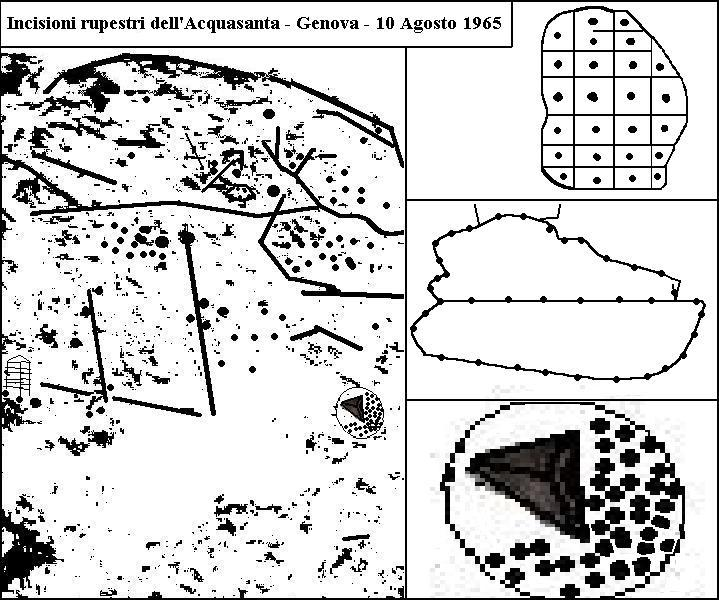
Pietra delle coppelle all'Acquasanta di Voltri, in provincia di Genova

La "Pietra delle coppelle", scoperta nel 1908 da Arturo Issel, si trova sulle Giutte, sopra Acquasanta di Voltri (GE), in località "Bric Caramello", a quota di 510 m s.l.m.

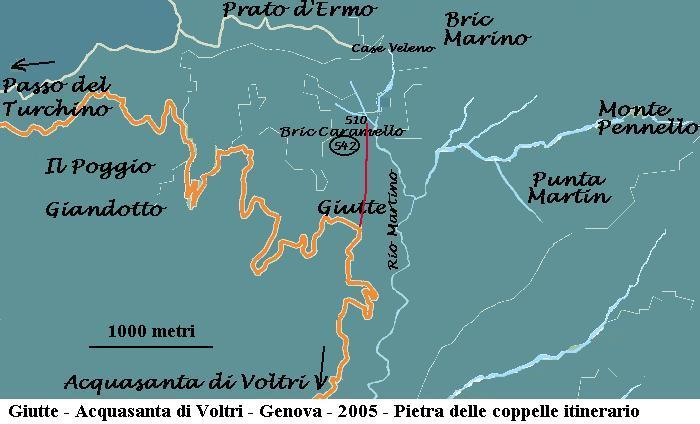
itinerario da Giutte dell'Acquasanta di Voltri alla pietra delle coppelle

La roccia è ricoperta da qualche centinaio di cavità rotonde di varie dimensioni, da 1/2 cm a 2 cm, chiamate coppelle, e da figure geometriche stilizzate, filiformi o a forma di croce, di significato antropomorfo. È presente inoltre un tetraedro scavato, con la punta orientata verso nord, con 35 coppelle delimitanti in un'area circolare. Si riconoscono anche affilatoi a polissoir.
Molte di queste coppelle e croci sono sicuramente preistoriche, mentre altre sono di epoca medioevale: è difficile stabirne con precisione l'epoca, essendo possibile che gruppi cronologicamente diversi siano mischiati tra loro e in mancanza di un contesto archeologico.
La pietra si trova su un antico percorso che parte dalla costa (tra Sestri Ponente e Voltri) e si dirige verso l'interno alle Capanne di Marcarolo, punto di incontro a metà strada per lo scambio tra i prodotti della pastorizia della tribù celto-ligure dei Dectunini, provenienti da Voltaggio, Gavi Ligure e Novi Ligure nell'interno, e il sale portato dai Liguri della costa. La frequente presenza di coppelle lungo le "vie del sale", che dalla costa penetravano nell'interno, ne ha suggerito l'interpretazione come segnalazioni di un confine (che potrebbe essere confermato dalla presenza degli affilatoi per coltelli), ovvero come unità di misura di riferimento (sono infatti spesso presenti in numeri ricorrenti). Un'altra interpretazione è quella archeoastronomica.
Poco distante, verso ovest, in località Giandotto sotto il Poggio, su di un'altra roccia sono state più di recente, riconosciute incisioni rupestri con scene di caccia, di epoca preistorica.

#### Lombardia

##### Val Camonica

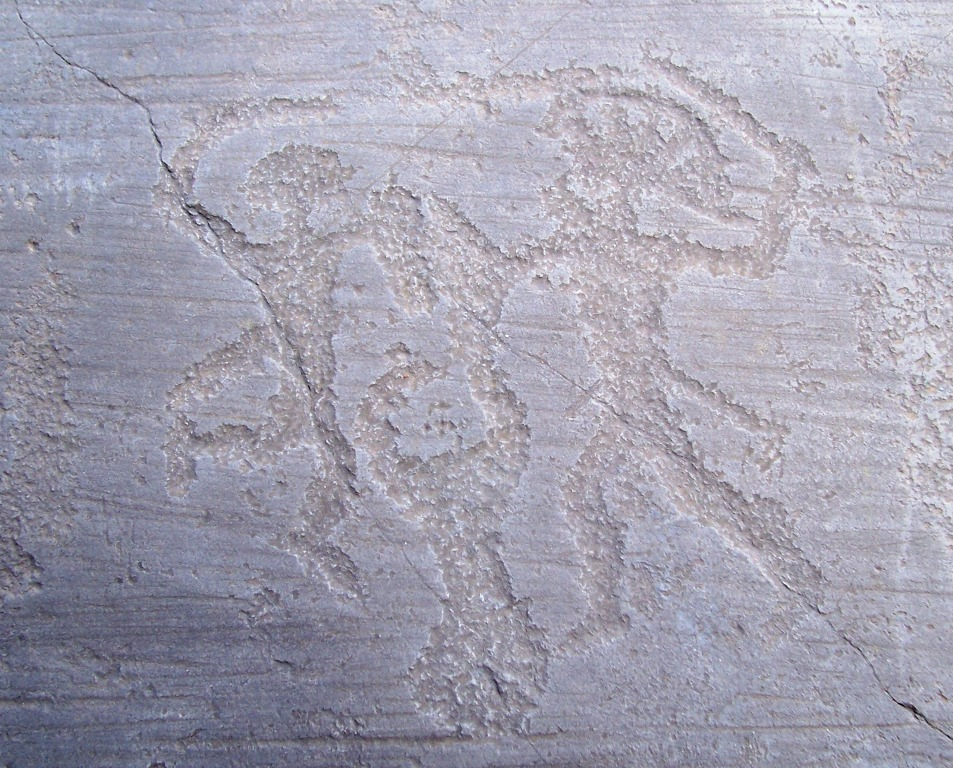
Incisioni rupestri a Foppe di Nadro

La Val Camonica (il nome deriva dalla popolazione dei Camuni), è una valle lombarda delle Alpi centrali situata a nord del lago d'Iseo.
È la "capitale" dell'arte rupestre alpina. Con oltre 300.000 figure incise conserva la più alta concentrazione di petroglifi e si presenta come il punto di riferimento scientifico per la ricerca nel campo dell'archeologia rupestre. La grande quantità di figure, come al Monte Bego, è dovuta al particolare supporto roccioso, un'arenaria di origine permiana (o verrucano lombardo), a grana molto fine e cemento siliceo, fortemente levigata dai ghiacciai.
Poche figure più antiche risalgono alla fine del paleolitico (animali di grandi dimensioni, cervi, alci), ma la massima fioritura dell'arte rupestre camuna ebbe inizio alla fine del neolitico (metà del IV millennio a.C.), con la raffigurazione schematica di campi coltivati (le cosiddette "mappe" o "incisioni topografiche"), in corrispondenza con l'introduzione di pratiche agricole più evolute e con l'invenzione dell'aratro. Nella successiva età del rame (III millennio a.C.) seguì la raffigurazione di statue-stele e di composizioni monumentali (figure umane, pugnali, asce, scene di aratura a traino bovino, cervi e bovini allineati), di probabile significato e funzione rituale. Con l'età del bronzo antico e medio (figure di armi, asce, pugnali) questo primo grande ciclo termina.
Il secondo ciclo ha inizio con l'età del bronzo medio-recente (metà del II millennio a.C.), con la raffigurazione di figure umane schematiche (i cosiddetti "oranti"). L'età del ferro (80% di tutte le figure, I millennio a.C.) vede un notevole incremento del numero delle figure, delle rocce e dei soggetti incisi: guerrieri (corredati di spade, lance, asce, scudi, elmi...), duellanti, cavalieri, cacciatori, pugili, cervi, cani, oche, uccelli acquatici, grani e dispense, "rose camune". Con l'arrivo dei Romani (16 a.C.) inizia il declino dell'arte rupestre che tuttavia proseguirà ancora per circa due secoli. Per più di mille anni cessa l'attività incisoria per poi riprendere, in modo inspiegabile, verso la fine del Medioevo ossia nel XIV secolo, incrementare nel XV secolo e continuare nel XVI. Il fenomeno è ben evidente nel sito di Campanine all'interno della Riserva delle incisioni rupestri di Ceto, Cimbergo e Paspardo. Si tratta quindi più che di incisioni di pieno Medioevo, di manifestazioni da datarsi all'epoca Moderna. Un altro sito di interesse storico è il Monticolo di Darfo in cui vi sono incisioni databili ai secoli XIX e XX.

##### Valtellina

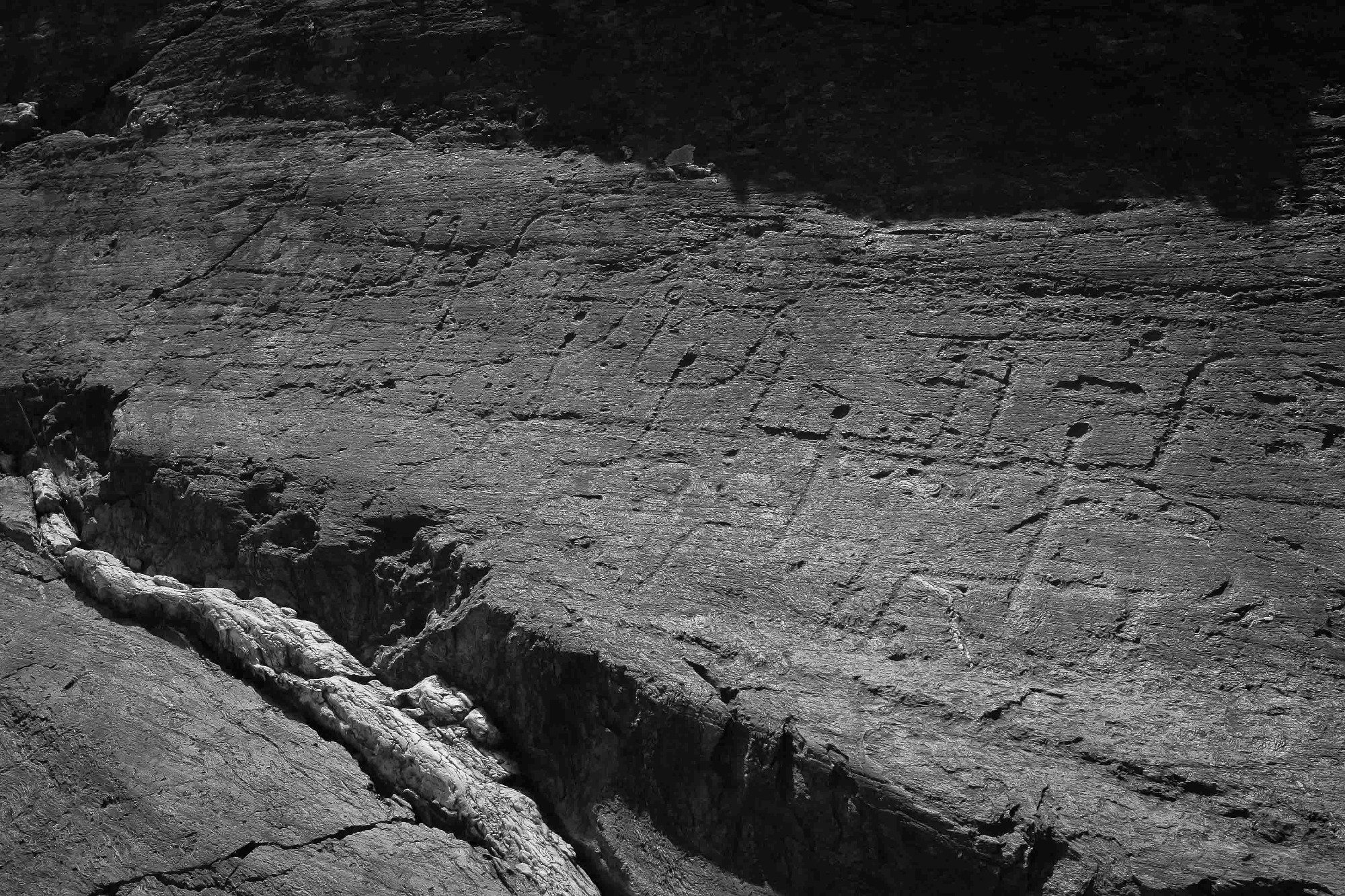
Grosio - "oranti saltici"

Nella Valtellina, pietre incise sono presenti a Teglio, dove sono diffuse su tutto il territorio esposto a mezzogiorno, con raffigurazioni di varia natura incise su rocce affioranti levigate.

A Grosio nel Parco delle Incisioni Rupestri si trova invece la Rupe Magna. La Rupe Magna è la più estesa roccia alpina incisa dall’uomo. Nei suoi 84 metri di lunghezza e 35 di altezza ospita più di 5.000 incisioni collocate cronologicamente tra la fine del Neolitico (III millennio a.C.) e l’Età del Ferro (V sec. a.C.).

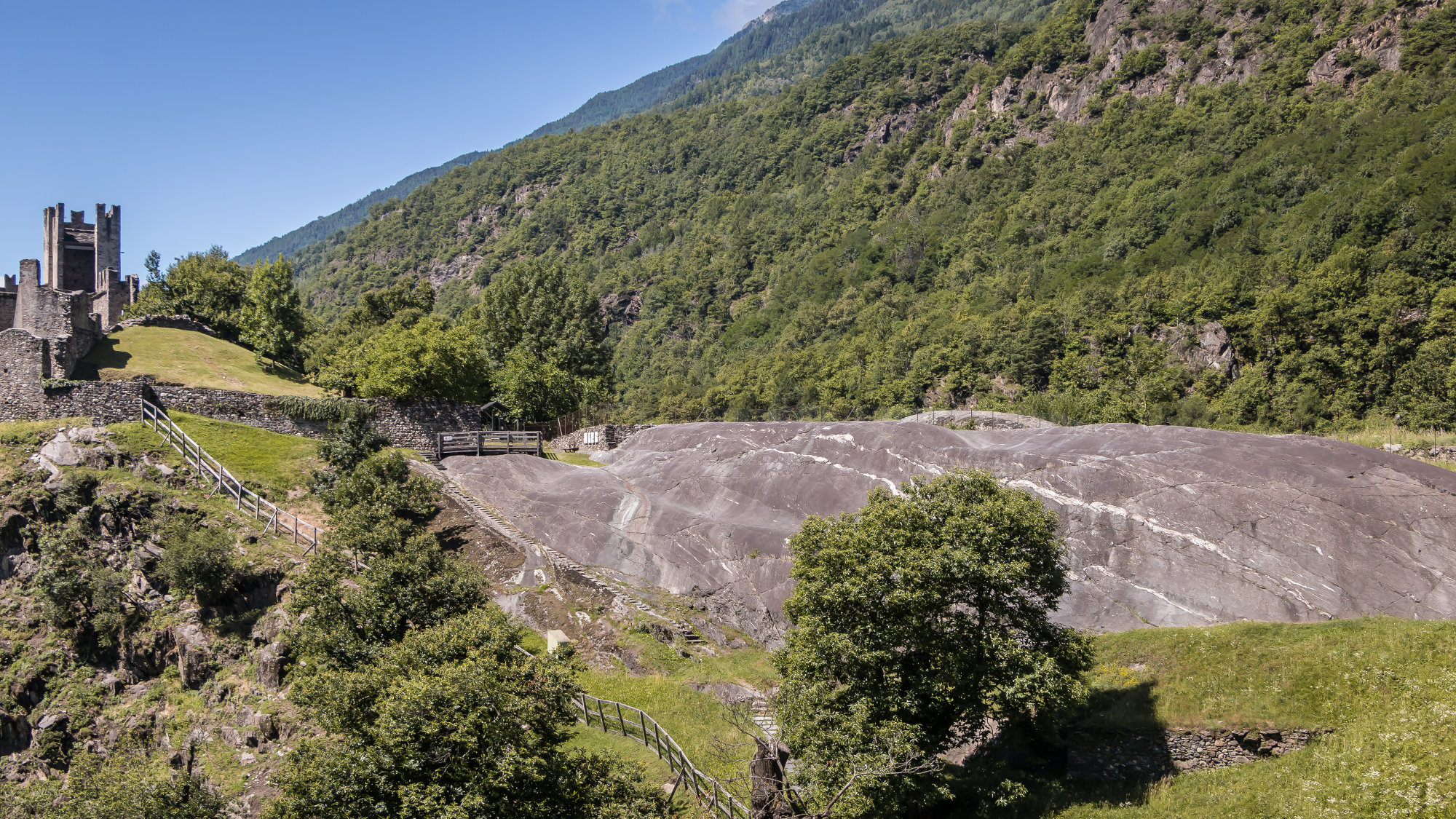
Grosio - La Rupe Magna
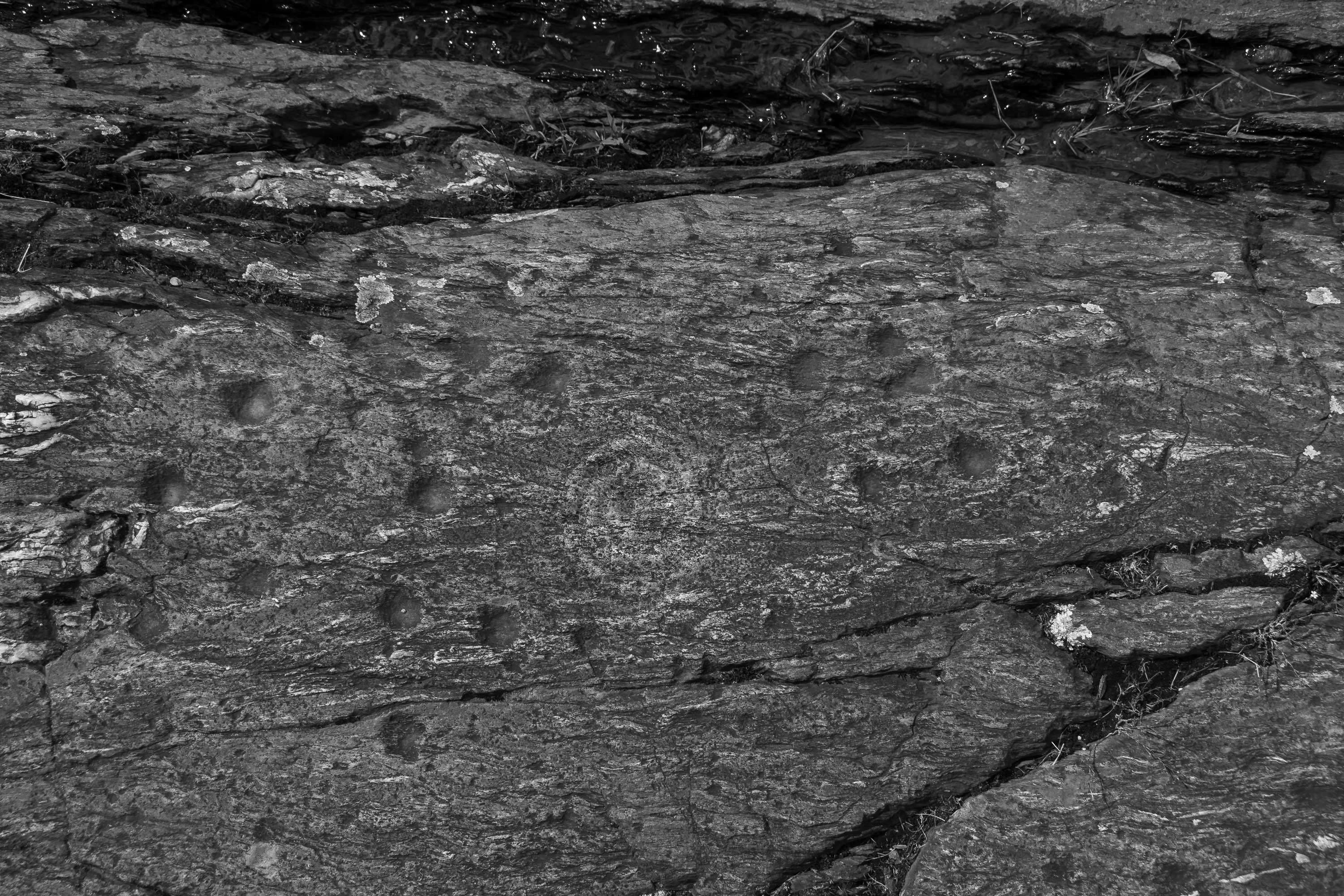
Grosio
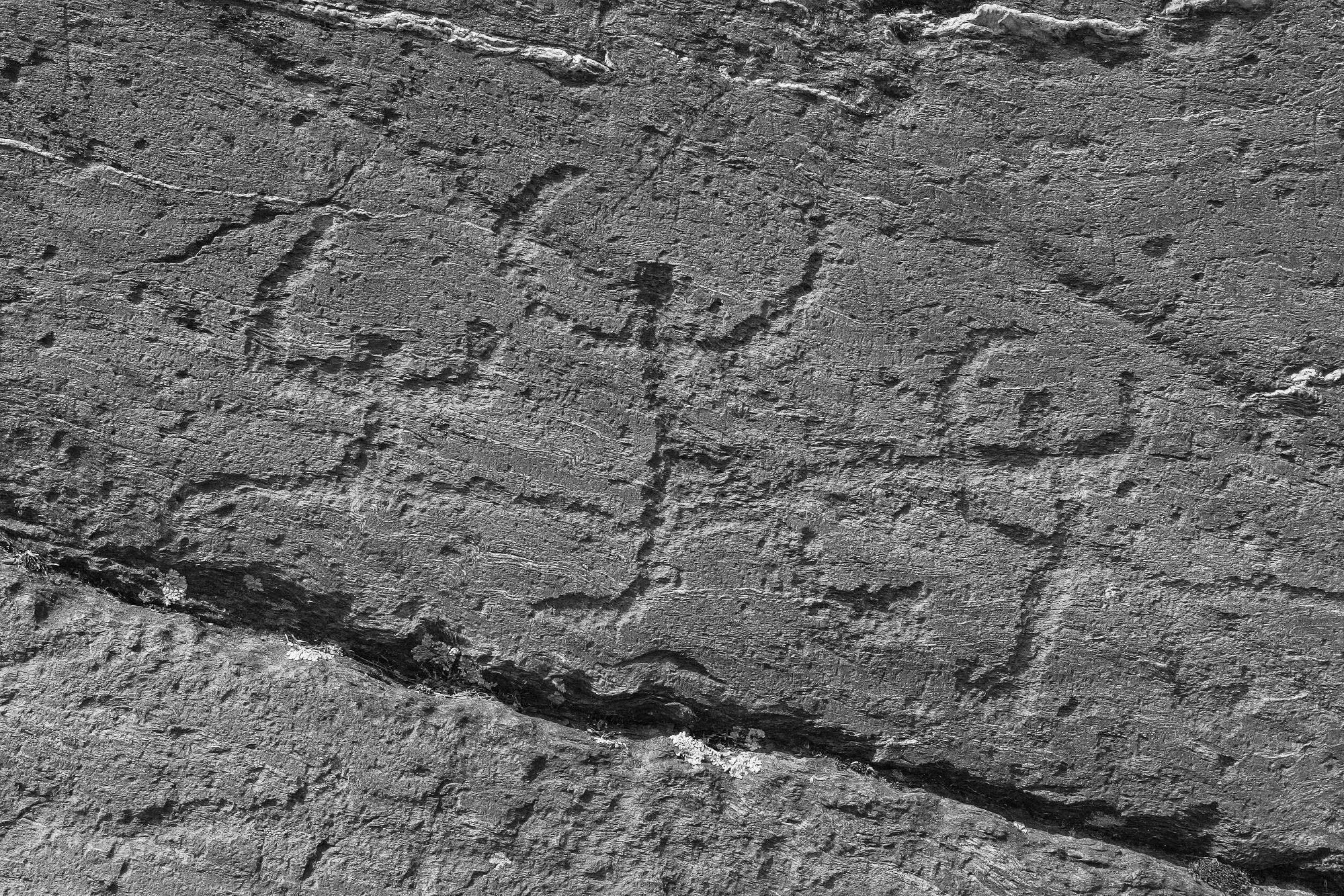
Grosio

##### Catalogazione delle incisioni
IRWEB Archiviato il 4 febbraio 2020 in Internet Archive. è un sistema di catalogazione e archiviazione di dati relativi alle incisioni rupestri, istituito dalla Soprintendenza per i beni archeologici della Lombardia nel gennaio 2003.

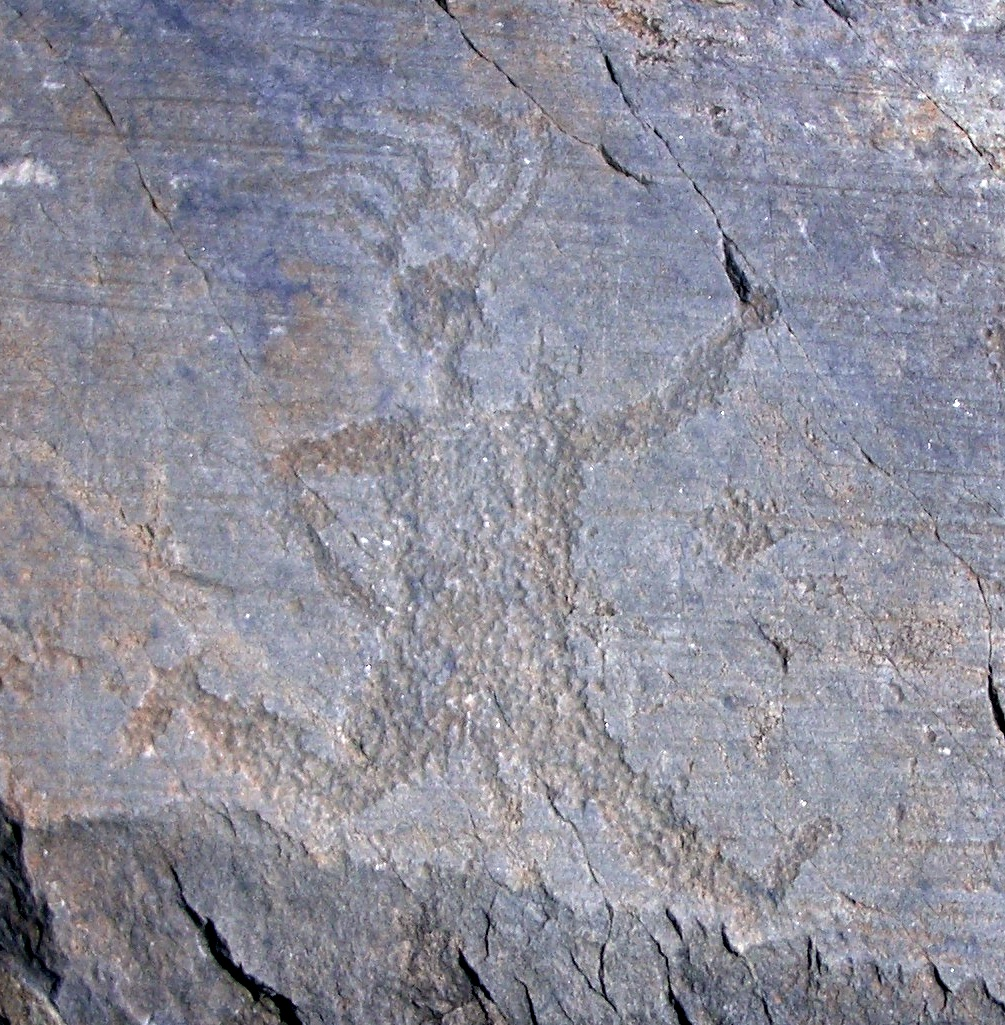
Sacerdote in una incisione rupestre sita in Valcamonica

Nel 1980 la Soprintendenza per i beni archeologici della Lombardia, dopo cinquant'anni di tutela e conservazione delle incisioni rupestri, ha avviato un programma di interventi periodici, volti sia alla salvaguardia sia alla documentazione del materiale. Metodi e procedure sono stati messi a punto sulla base di studi approfonditi, per i quali ci si è avvalsi della collaborazione dell'Istituto centrale del restauro (ICR), dell'Istituto centrale per il catalogo e la documentazione (ICCD) e del Consiglio nazionale delle ricerche (CNR).
Una prima sperimentale fase di applicazione delle tecnologie informatiche alla catalogazione delle incisioni rupestri fu condotta nel 1989. Nel 1996 fu costituito un database, su base Access, che, sin dalle prime versioni, prevedeva l'impiego della fotogrammetria, della fotografia digitale e, successivamente, il laser-scanner. 
I rilievi e la relativa catalogazione dei dati non riguardano solo le superfici incise, ma la roccia nel suo complesso e il contesto nella quale è inserita, con l'intento di prevenire l'insorgere o l'aggravarsi delle condizioni di degrado del materiale.
Dal gennaio 2003 la Soprintendenza ha sviluppato IRWEB.it, ovvero la versione su internet dell'archivio, con l'intento di rendere i dati fruibili anche in reti intranet e internet; il sistema garantisce inoltre la possibilità di inserire i dati anche a distanza. La struttura originaria del database IR è rimasta immutata nella sua versione web. La struttura dell'archivio può essere modificata (per esempio è possibile aggiungere nuovi campi) in funzione di nuove esigenze che dovessero emergere in futuro.
Nel luglio 2003 l'Istituto centrale per il catalogo e la documentazione del Ministero per i beni e le attività culturali ha riconosciuto la compatibilità dell'applicazione IRWEB con il proprio sistema catalografico.

#### Piemonte
Pietre incise sono presenti in tutte le valli della Alpi occidentali; tra esse in val Chisone ("Cro' da lairi", "Pera d'la cru'"), in val di Susa e in Val Sangone ("Roc dl'Ursi", "Coazze").
In val di Susa, oltre a numerose rocce coppellate, tra le quali la tavola a coppelle detta Perà Crevolà di Menolzio, la Pera 'dle Masche (roccia delle streghe) di S. Antronino, la roccia di Susa e quelle del Truc Monsagnasco nella collina morenica di Rivoli, sono molto importanti i complessi figurativi di Mompantero e della Valcenischia, con spirali e meandri della fine dell'età del Bronzo (tra la fine del II e l'inizio del I millennio a.C.), figure di armati della media età del Ferro (V-IV sec. a.C.) tra i quali armati di spada che testimoniano l'origine protostorica della danza armata degli Spadonari, figure di asce della tribù celtica dei Segusini (III-I sec. a.C.), probabili figure di gladiatori dei primi secoli della romanizzazione.
In Valle Po è notevole per numero e posizione panoramica il gruppo di rocce coppellate di Bric Lombatera, scoperto da Araldo Cavallera.
In Val Maira, vi è una massiccia presenza di incisioni rupestri di tipo coppelliforme, altre interessanti si trovano sempre in Provincia di Cuneo, in Valle Varaita, in Valle Po e Valle Grana (Loc. Campo Fey antropomorfi sessuati preistorici).
La maggior parte delle scoperte di incisioni rupestri in queste valli sono dovute a Riccardo Baldi, del "Centro studi di arte preistorica" di Pinerolo. Da vedere quelle presenti sul colle di Valmala sul Monte Roccerè (vedi Coppelle e Antropomorfi in Valle Maira - Anthropomorphic Rock Art - Italy cup marks - Comune di Roccabruna) un possibile Antropomorfo di cm 113x138, diverse altre figurazioni e circa 5000 coppelle, molte delle quali però appaiono dovute alla naturale disgregazione di nuclei di roccia meno resistenti.

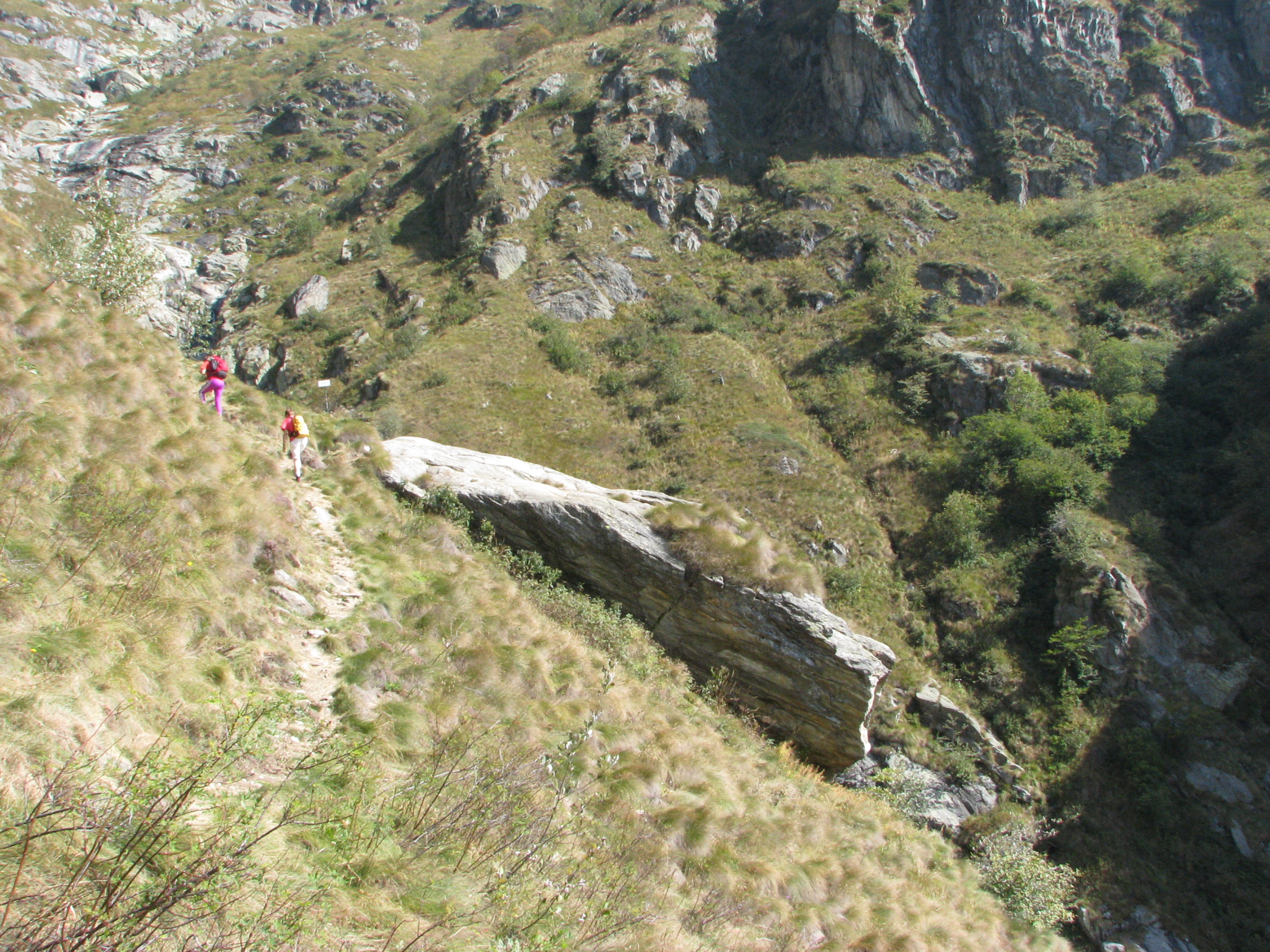
Pera dij Crus, Valchiusella

Nell'alta Valchiusella vi sono due siti importanti:
- la cosiddetta Pera dij Crus[13], nella val Dordogna, sopra la frazione di Tallorno: si tratta un masso isolato di circa 10 m2, con numerose incisioni di figure antropomorfe preistoriche, sia maschili che femminili, e cruciformi storici.
- Sentiero delle anime, che parte dal paese di Traversella, lungo il quale su numerosi massi sono presenti soprattutto incisioni cruciformi.

Secondo la leggenda ogni croce rappresenterebbe un guerriero dei Salassi ucciso dai soldati romani.

#### Toscana
Tra le province di Pistoia e Prato sono state ritrovate molte incisioni rupestri con figure a coppelle, tipi a ogiva, tipi cruciformi anche antropomorfi (Sassi scritti delle Limentre), segni a phi.
Nella zona di Carrara, sul Monte Sagro sono presenti incisioni rappresentanti lame pennate sulla parete nord, tra i 900 e 1000 m di altitudine.
Anche in Garfagnana e nelle zone limitrofe sono presenti iscrizioni rupestri: in
Garfagnana alcuni massi coppellati sono situati presso antichi luoghi di culto divenuti successivamente santuari alpestri cristiani, come nel caso del santuario di San Viano presso Campocatino di Vagli Sotto (LU).
Anche l'Alta Versilia (comuni di Stazzema e Seravezza) è densamente ricca di incisioni rupestri di varia epoca (dal neolitico fino al primo medioevo), studiate in maniera sistematica e rigorosa tra il 1990 e il 2010 dai coniugi Giorgio Citton e Isa Pastorelli.
In questi ultimi anni anche in Lunigiana si sono trovate incisioni rupestri, in particolare ricordiamo:
- La Grotta di Diana a Canossa di Mulazzo
- Nel Vallone della Nuda (Fivizzano)
- Monte Grosso sopra Fivizzano
- Regnano frazione di Casola in Lunigiana
- Sito di Logarghena nel comune di Filattiera[18]
- Sotto il Monte Losanna nel comune di Bagnone

#### Marche
In territorio del Comune di Ancona, sul Monte Conero, a quota 500 m circa, è presente un notevole complesso di incisioni rupestri, in parte visibili su una notevole bancata costituita dalla parte sommitale dello strato guida calcarenitico del Marchesini. le incisioni più o meno profonde, di chiara origine antropica, sono costituite da canaletti, coppelle, vaschette circolari e rettangolari, e da un petroglifo isolato riconoscibile come "segno vulvare". La bancata, inclinata Nord-Sud, confina con una vasta area rocciosa tuttora coperta da cotica erbosa e riempimenti terrosi, che occultano chiaramente una prosecuzione delle incisioni, parzialmente affioranti verso Sud, dove si vedono tagli squadrati nella roccia e, all'estremo confine della balza rocciosa, le parti terminali di due canali a taglio squadrato.

#### Valle d'Aosta
La Valle d'Aosta, oltre a numerose rocce coppellate, ospita interessanti siti di arte rupestre preistorica dell'età del Rame (sito archeologico di Chenal) e dell'età del Bronzo (a Barmasse). Notevole è la necropoli megalitica di Saint-Martin-de-Corléans (età del Rame e antica età del Bronzo), che ospita numerose statue stele, tra i capolavori dell'arte megalitica europea (III millennio a.C.).

##### Lillianes
A Lillianes, nella località Plan-des-Sorcières (che significa, in francese, "piana delle streghe"), nel settembre 2007 sono stati riconosciuti alcuni massi di diverse dimensioni, lavorati a coppelle. Di questi il più grande (circa 2x1,80 m) riporta numerose coppelle, alcune delle quali cerchiate, di dimensioni approssimative fra 5 e 12 cm di diametro. L'archeoastronomo valdostano Guido Cossard, ha ipotizzato di collegare la disposizione delle coppelle alla costellazione delle Pleiadi così come doveva apparire 5-6.000 anni fa. Secondo lo stesso archeoastronomo, la medesima disposizione delle sette coppelle sarebbe osservabile su un masso di dimensioni minori. D'altra parte, però, non vi sono ad oggi prove archeologiche che attestino la presenza di pietre a coppelle così antiche. Al contrario, le coppelle di Plan-des-Sorcières sono assimilabili per la loro fattura a coppelle della tarda età del Ferro, seconda metà del I millennio a.C.

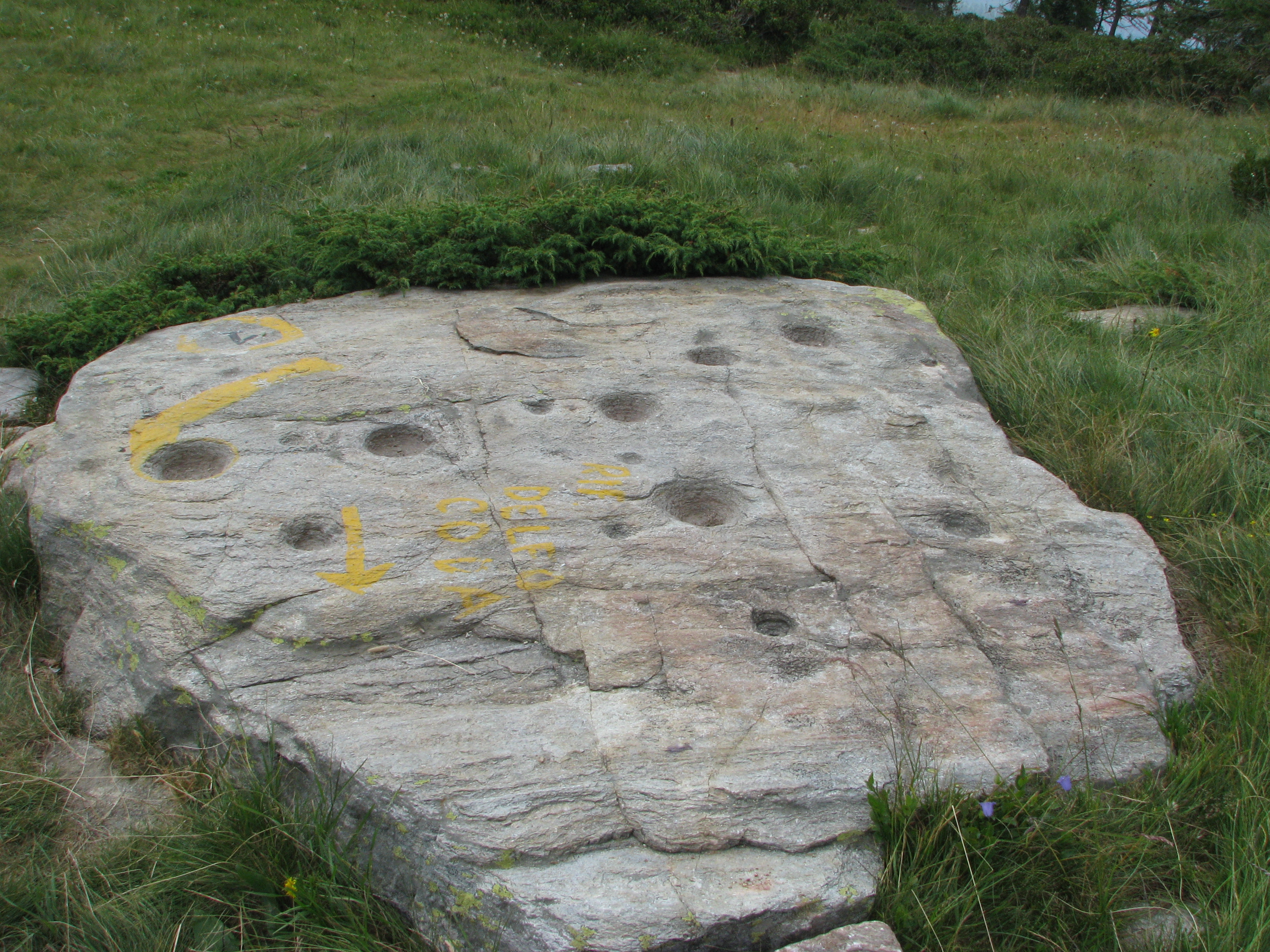
Pietra con le 7 coppelle
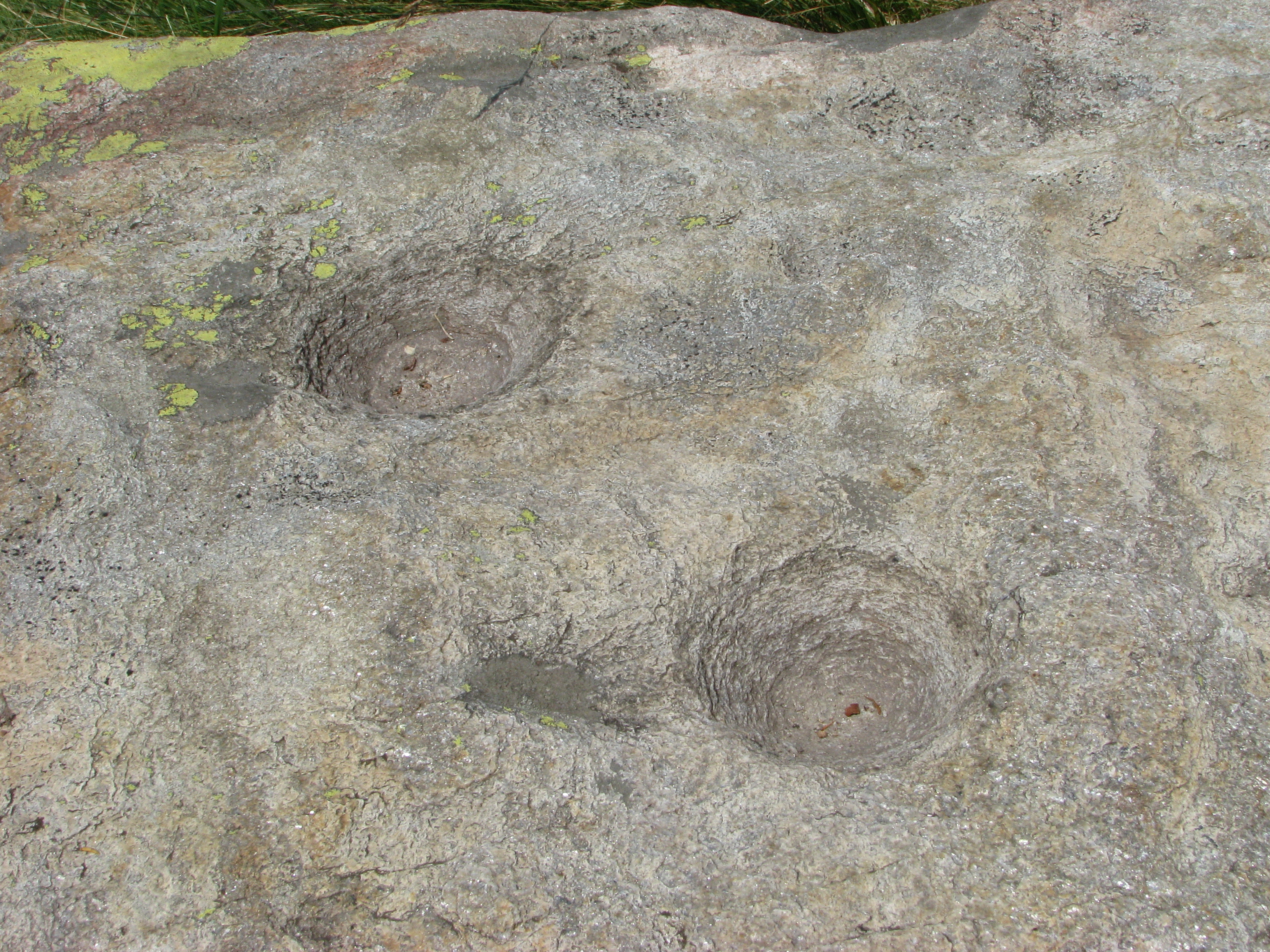
Particolare di due coppelle
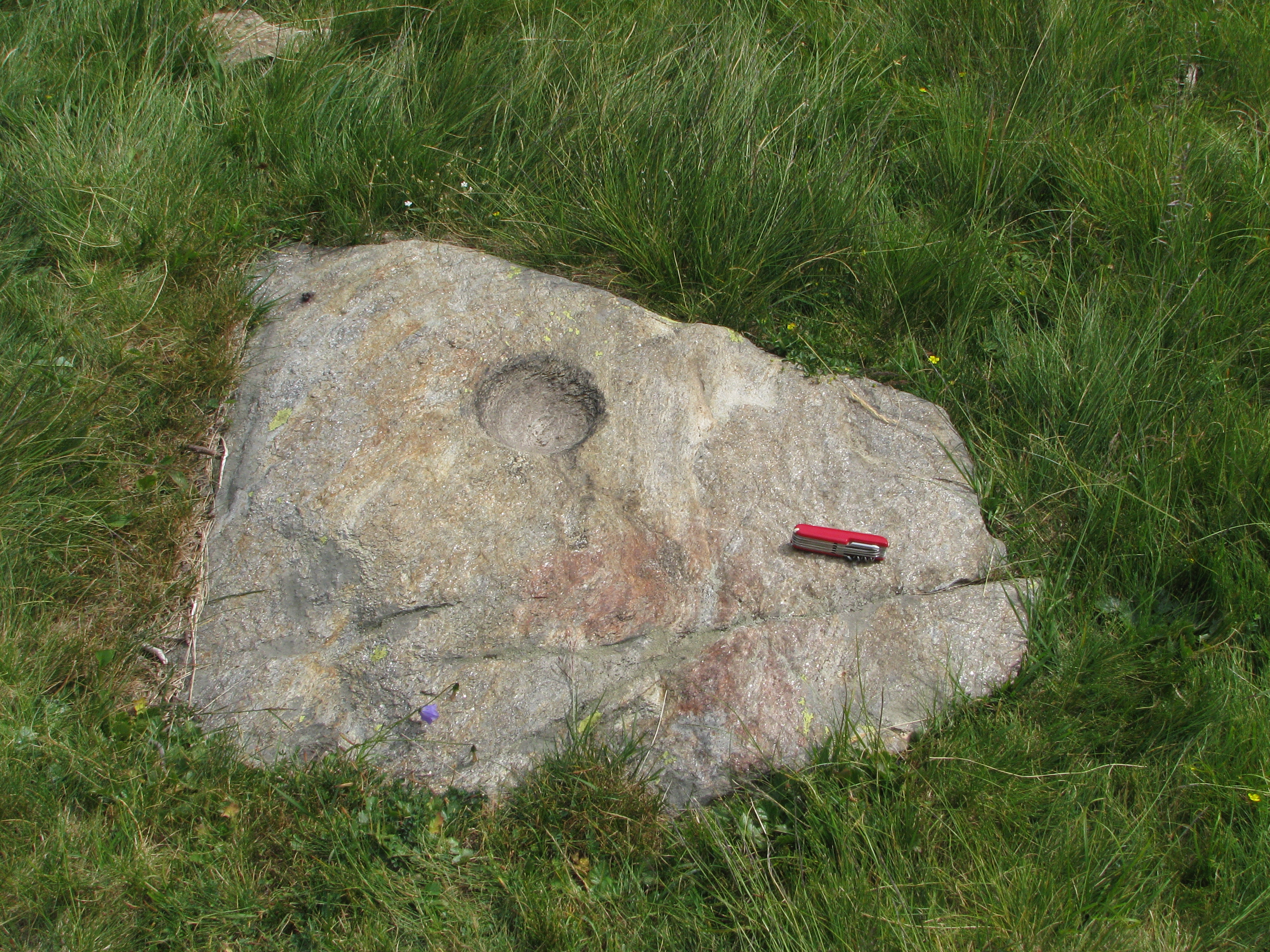
Coppella e canaletti

#### Sicilia

##### Grotta del Genovese
La grotta del Genovese si trova sull'isola di Levanzo (Egadi), a nord ovest del piccolo centro abitato. Si apre nelle rocce calcaree che costituiscono l'isola e venne abitata alla fine del paleolitico superiore (tra 10.000 e 6.000 anni a.C.). La grotta conserva immagini di animali del Quaternario (Cervus elephas, il Bos primigenius e l'Equus hydruntinus), insieme ad alcune figure umane con maschere a testa di uccello simili a quelle delle grotte dell'Addaura. Oltre a queste vi sono dipinte figure palesemente più recenti, colorate in nero e rosso (figure umane maschili e femminili insieme a mammiferi e pesci tra cui il tonno).

##### Grotte dell'Addaura
Le grotte dell'Addaura, che si aprono sul fianco nord-orientale del Monte Pellegrino, a sud ovest della spiaggia di Mondello, furono abitate nel paleolitico e nel mesolitico: vi sono stati rinvenuti ossa e strumenti utilizzati per la caccia, e presentano sulle pareti un complesso di incisioni rupestri che costituiscono un caso unico nel panorama dell'arte rupestre preistorica.
In una delle grotte le incisioni rupestri fra l'epigravettiano finale e il mesolitico raffigurano uomini ed animali: in mezzo a numerosi bovidi, cavalli selvatici e cervi, viene rappresentata una scena dominata da un gruppo di personaggi, disposti in circolo, che circonda due figure centrali con il capo coperto ed il corpo fortemente inarcato all'indietro. L'interpretazione della scena è discussa: secondo alcuni studiosi si potrebbe trattare di acrobati, mentre altri ritengono venga raffigurato un rito che prevedeva il sacrificio di due persone, guidate da sciamani; le due figure mascherate ai lati dei personaggi centrali potrebbero essere inoltre sciamani che assistono ad una cerimonia d'iniziazione.

### Algeria

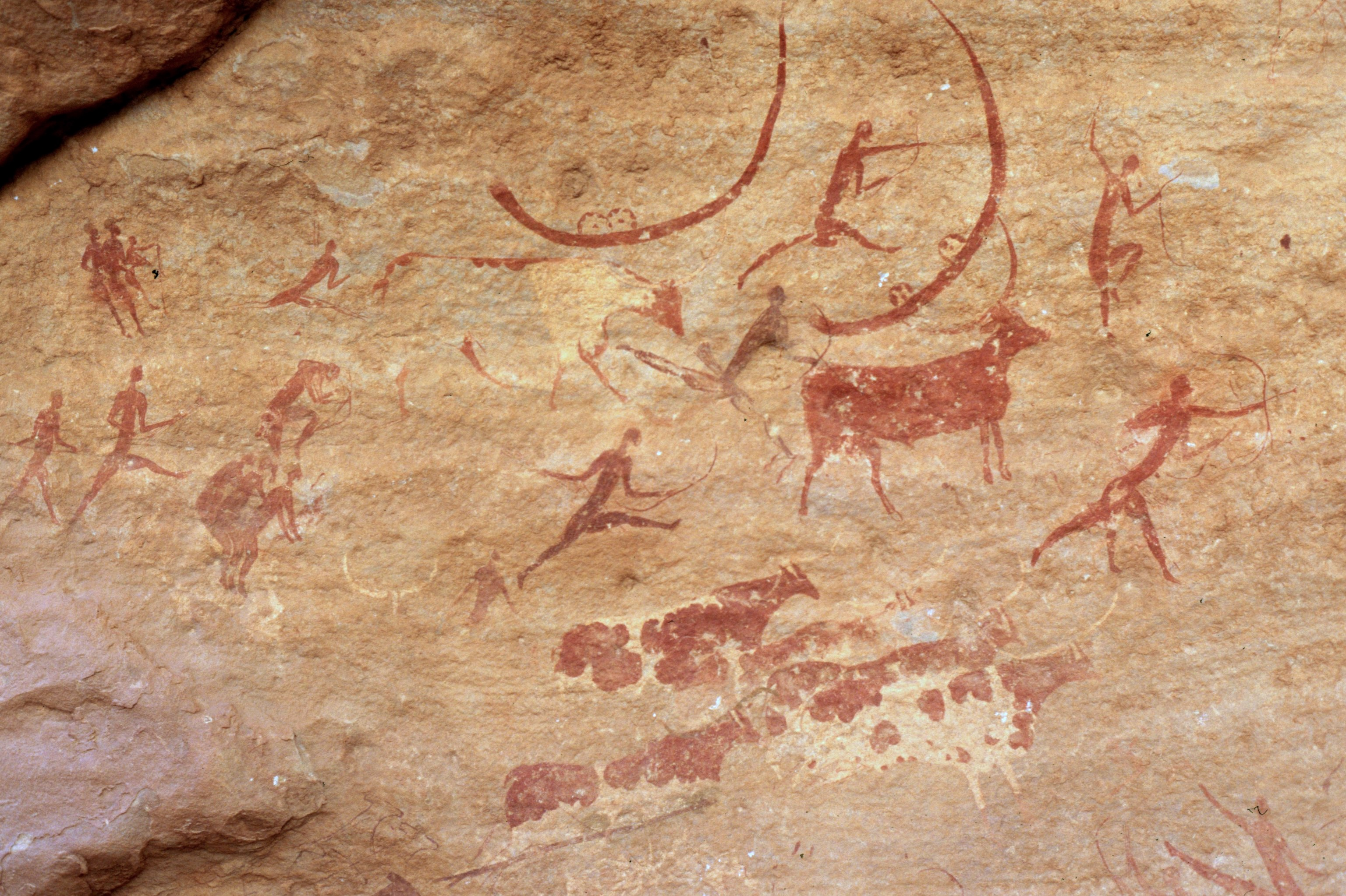
Petroglifo del Tassili n'Ajjer (Algeria)

L'altopiano di Tassili n'Ajjer è noto per l'arte rupestre di epoca preistorica e per altri antichi siti archeologici di epoca neolitica, quando in questa regione il clima era più umido e al posto del deserto vi era la savana.

### Giordania

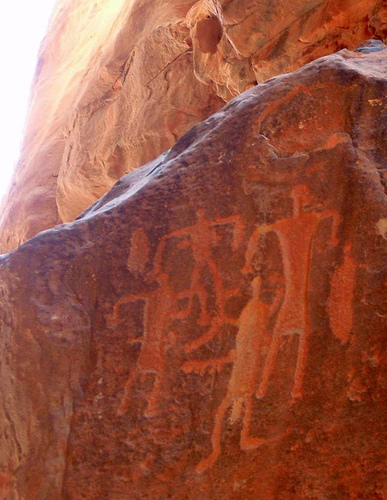
Petroglifo del Wadi Rum (Giordania)

Wadi Rum

### Francia

#### Provenza

##### Valle delle Meraviglie

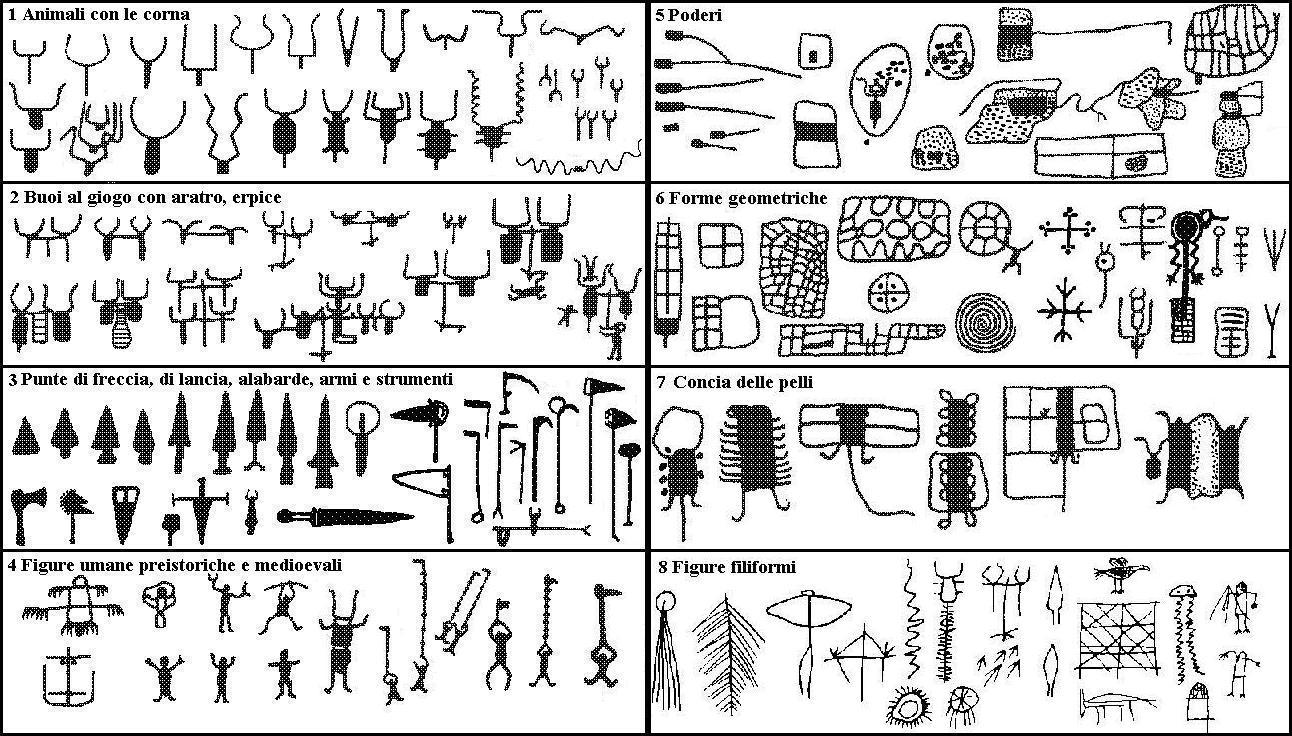
disegni di incisioni rupestri nella Val Merveilles

La "Valle delle Meraviglie" (Vallée des Merveilles) si trova sul confine italo-francese, nelle Alpi Marittime, vicino a San Dalmazzo di Tenda e contiene un'importante raccolta di incisioni rupestri, costituita da circa 40.000 immagini, incise principalmente sul Monte Bego e dintorni, tra la Valle del Roia, che collega la riviera ligure di ponente al Piemonte, per mezzo del Colle di Tenda, e la val Gordolasca, che serve la zona di Nizza.
Le incisioni rupestri si trovano ad una altitudine da 1.900 a 2.600 m s.l.m., oltre che nella "Valle delle Meraviglie" e nella val Fontanalba, anche nella Valauretta e nella Valmasca. Un piccolo gruppo di figure dello stesso tipo ma fuori da quest'area, si trovano al Colle del Sabbione, lungo i sentieri che discendono verso Cuneo, fino al Lago Vej del Bouc, sopra ad Entracque.
La valle era stata da epoche antichissime meta della transumanza estiva proveniente dalla costa, dalla pianura del Cuneese e dalle valli interne, entro un raggio di circa 30 km. Le impronte podaliche lasciate dall'uomo di Neanderthal, indicano che la valle era frequentata già a partire da 300.000-50.000 anni fa, mentre le figure incise sulla roccia risalgono all'uomo di Cro-Magnon, a partire da circa 46.000 anni fa.
Nel 1460 le prime notizie sulle figure della valle vennero riportate in una lettera alla moglie scritta da Pierre de Monfort, un viaggiatore che la attraversò, descrivendola come un luogo infernale, con figure di diavoli e mille demoni scolpiti dappertutto sulle rocce. Nel 1650 Pietro Gioffredo, uno storico di Nizza, descrisse le figure, interpretandole come incise per passatempo da pastori preistorici. Nel 1877 lo studioso Émile Riviere rilevò e descrisse 408 figure identificandole, per la prima volta, con animali, armi e strumenti. Nel 1885 Clarence Bicknell, un ricco pastore inglese residente a Bordighera, dedicò trent'anni alla ricerca e allo studio delle incisioni, segnalandone circa 20.000. Il materiale raccolto si trova al museo e biblioteca Clarence Bicknell di Bordighera. In seguito si susseguirono le pubblicazioni di studiosi sulle figure incise del Monte Bego e delle valli limitrofe, in particolare sulla rivista "Annali liguri di storia patria".
Le incisioni rupestri appaiono scolpite in "posa" statica, senza ordine e senza proporzioni fra di loro e con la realtà. Le loro dimensioni variano da pochi centimetri a qualche metro, essendo in media di circa 20 cm d'altezza e 10 cm di larghezza. Talvolta sono concentrate in gruppi, che globalmente assumono un significato monumentale complesso, come se fosse una processione. Molti segni appaiono modificati e sovrapposti nel tempo, altri sono appena percettibili alla luce radente dell'alba.
Esistono 3 grandi gruppi di figure, suddivise secondo il modo di esecuzione, che sono state eseguite tra il 3000 a.C. ca. e il 14 a.C., epoca della conquista romana.
1. Un primo gruppo comprende figure realizzate con una fitta punteggiatura, eseguita per picchettamento con punta metallica o punta litica dura. Si tratta di circa 37.000 figure, che rappresentano animali cornuti, aratri, armi e strumenti, figure umane, capanne e poderi (che sembrano planimetrie per delimitare i confini di zone agricole e di pascolo, con sentieri e fonti), recinti d'animali, pelli, paramenti, trappole per animali. Alle figure si aggiungono segni geometrici, come quadrati, cerchi, rettangoli, punti, croci, stelle e altri segni di incerto significato. Alcune figure umane sono particolarmente significative (il volto del sourcier, o "rabdomante", il chief tribù, o capotribù, colpito alla testa da un pugnale e altri personaggi di tipo sciamanico o mitologico). Il cosiddetto "volto del Cristo" è invece probabilmente una realizzazione moderna.
2. Il secondo gruppo è costituito da incisioni sottili, accompagnate da piccoli segni graffiti per strisciamento con punte metalliche. Si tratta di circa 3.000 figure, con fasci di linee a forma d'albero, figure antropomorfe, segni a pettine, a meandro, a zig-zag, a reticolo, animali come uccelli, ma anche ricci di mare e meduse. Esistono anche figure in abbigliamento medioevale e scritte con i nomi dei paesi dei dintorni (Tenda, Briga in val Roia, Triora, corte e in villaggi vicini alla valle Argentina, Pigna, Dolceacqua e altri paesi della val Nervia, da cui provenivano i pastori).
3. Un terzo gruppo comprende pitture rupestri in ocra rossa, probabilmente di epoca neolitica, che raffigurano una caccia con l'arco allo stambecco.

Le incisioni furono realizzate con punte in minerali duri e in seguito con punte in metallo, sulla tenera roccia locale, spesso approfittando delle sottili patine di alterazione che ricoprono lo strato scistoso della roccia.

### Norvegia
Notevoli sono i Graffiti rupestri di Alta che vanno dal 4200 a.C. al 500 a.C.

### Libia

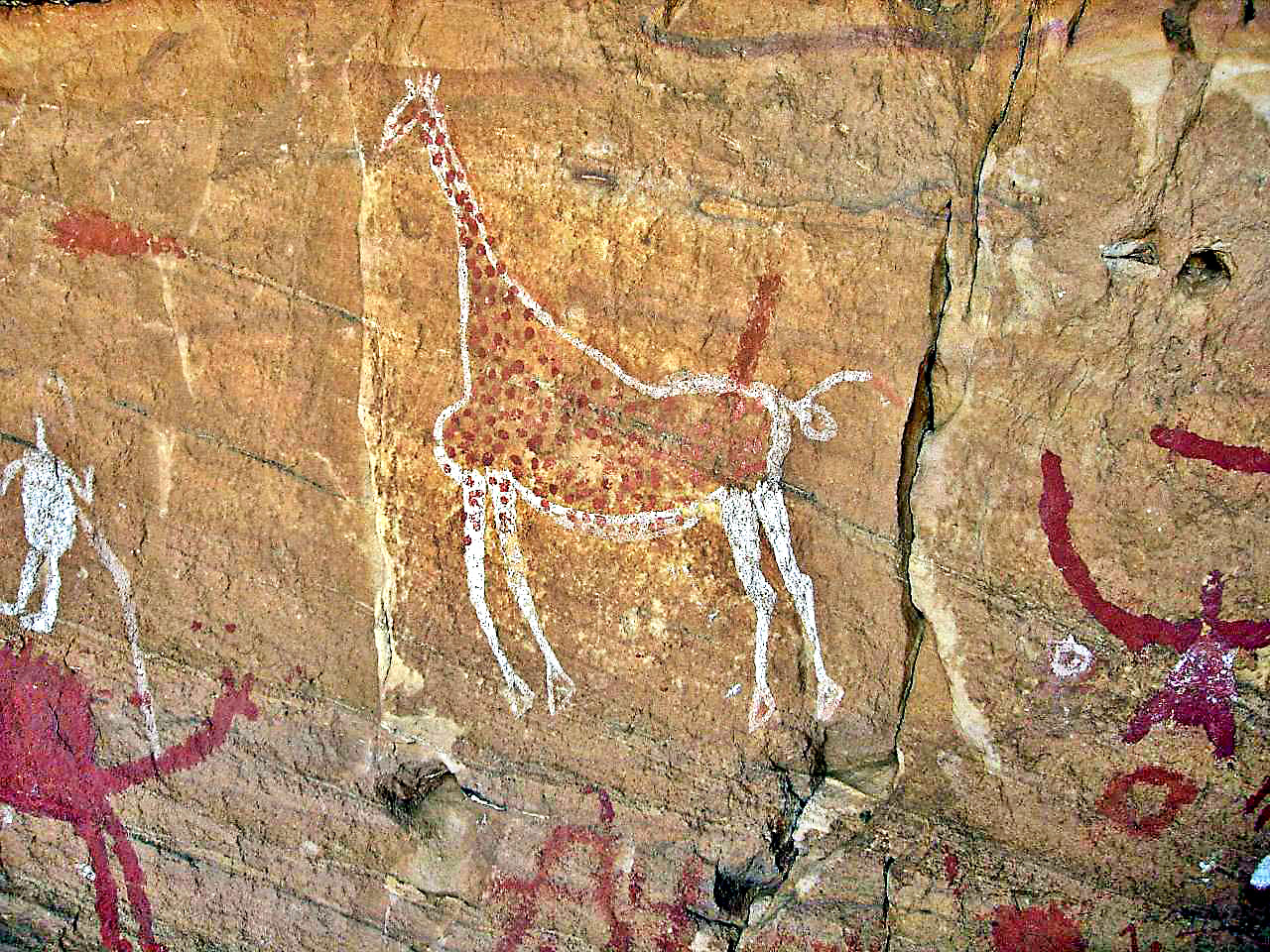
Petroglifo nel Tadrart Acacus

Nel sito di Tadrart Acacus numerose incisioni sono state ritrovate in diversi luoghi all'interno di caverne e ripari sotto le rocce.
Quest'area è stata iscritta come Patrimonio dell'umanità dall'UNESCO nel 1985 per l'importanza delle pitture rupestri e incisioni che visi trovano. Le pitture sono state datate dal 12.000 a.C. al 100 d.C. e riflettono i cambiamenti culturali e naturali nell'area. Le pitture e le incisioni rappresentano animali come giraffe, elefanti, struzzi e cammelli, ma anche di uomini e cavalli. Gli uomini sono riprodotti in varie situazioni di vita quotidiana come nell'atto di danzare e di suonare.

### Marocco

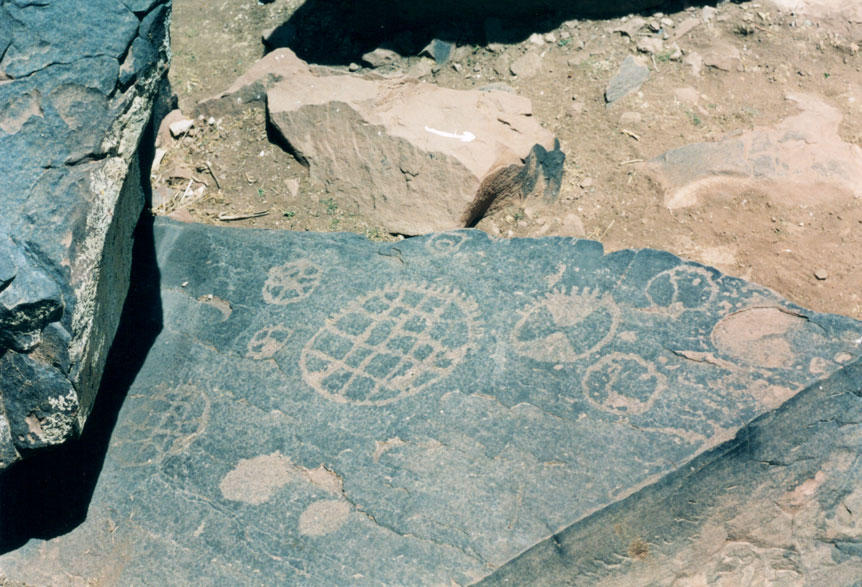
Incisioni rupestri, Oukaimden, Marocco

Ad Oukaimden, località di montagna nell'Alto Atlante, a 74 km da Marrakech, sono frequenti incisioni rupestri raffiguranti pugnali, alabarde, animali e dischi (probabili scudi), il più grande dei quali ha un diametro di 20–30 cm.

### Mongolia
Complessi petroglifici sono stati rinvenuti nel Altai  e nel deserto del Gobi.

### Stati Uniti

#### California

##### Valle della Morte

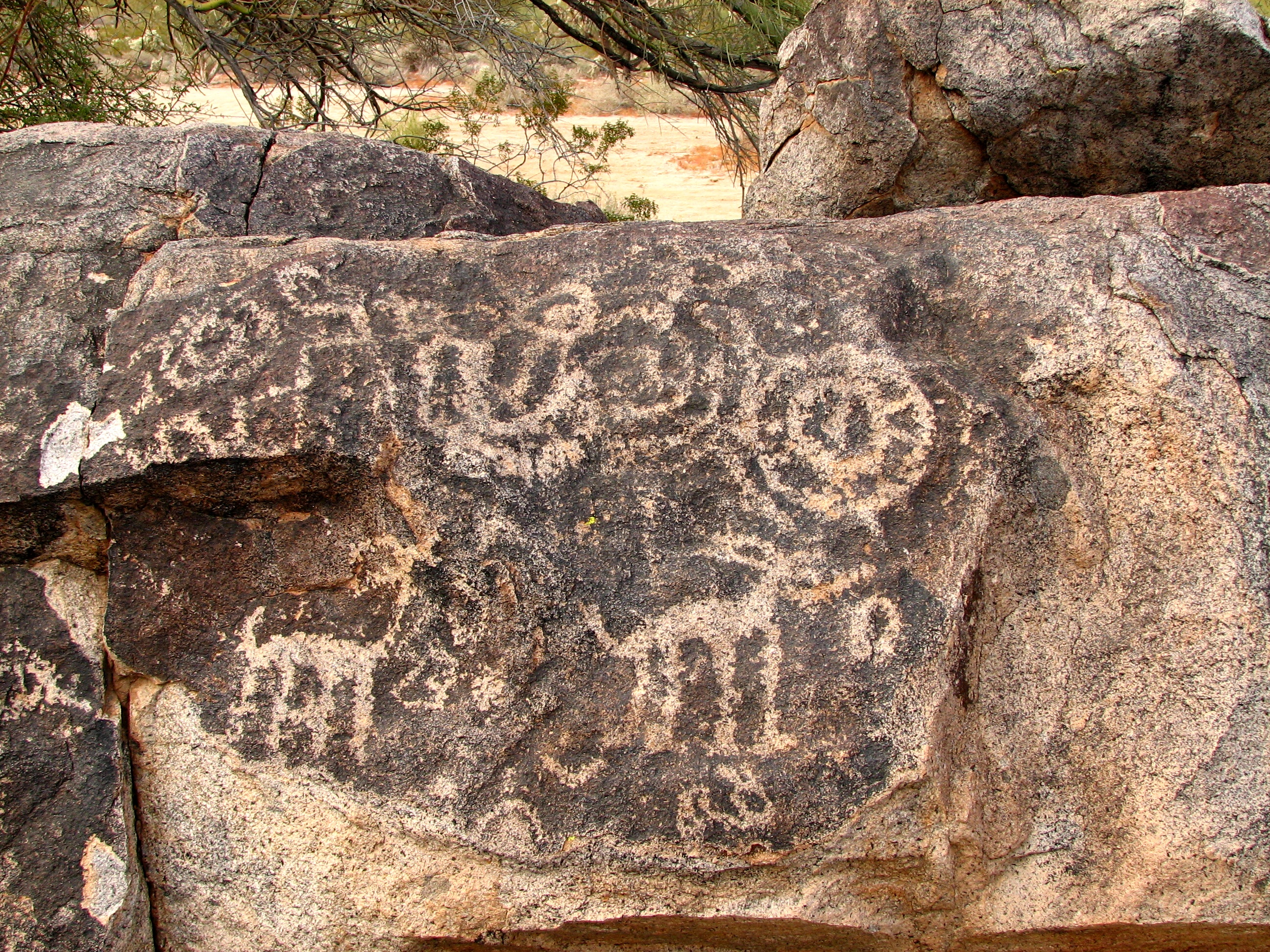
Incisioni rupestri, Arizona

Nella Valle della Morte sono state trovate incisioni rupestri in tre luoghi: Titus Canyon, "Marble Canyon" e "Mesquite Flats".

#### Utah

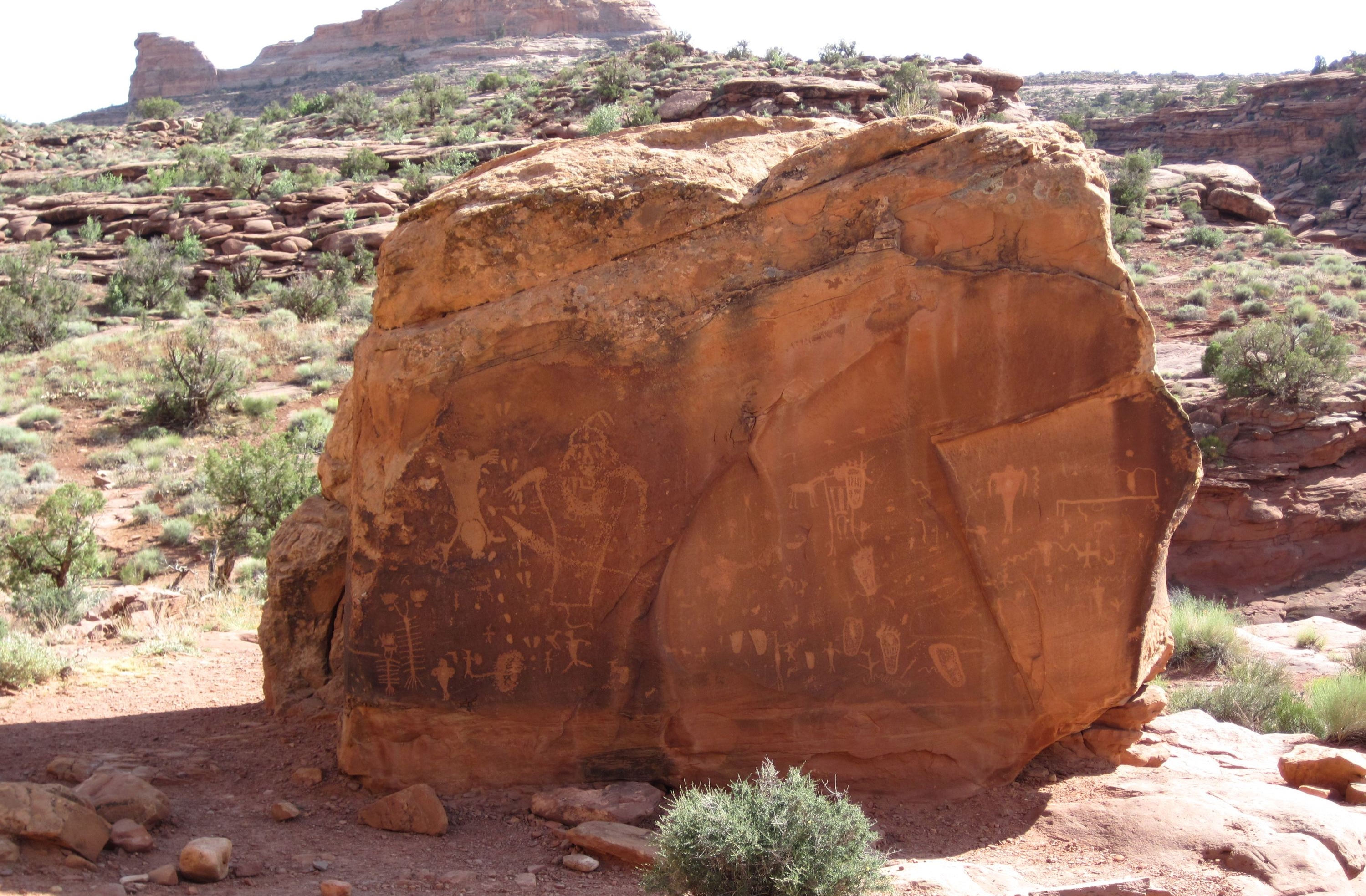
Incisioni rupestri nel Parco nazionale degli Arches

All'interno del Parco nazionale degli Arches non sono mai stati trovati resti di insediamenti umani preistorici ma solo iscrizioni rupestri risalenti agli antichi abitanti dei Pueblo; da questa popolazione discendono gli attuali abitanti dei Pueblo di Acoma, Cochiti, Santa Clara, Taos e Hopi Mesa.

### Perú
Nel Parco nazionale di Manu (regione Madre de Dios), vi sono i petroglifi di Pusharo, enigmatici intagli dall'origine incerta.
Nella regione di Puno, vi sono i Petroglifi di Quiaca, mentre nella provincia di Castilla, nella regione Arequipa, vi sono petroglifi risalenti alla cultura Huari, come quelli del Toro Muerto.

#### Giappone
- tempio Awashima (città Kitakyūshū )
- Hikoshima (città Shimonoseki)
- Miyajima
- cave Temiya (città Otaru)